# Monocelis caudatus
Monocelis caudatus är en plattmaskart som beskrevs av Uljanin 1870. Monocelis caudatus ingår i släktet Monocelis och familjen Monocelididae. Inga underarter finns listade i Catalogue of Life.